# Кочергин, Григорий Климентьевич
Григо́рий Климе́нтьевич Кочерги́н (1922—1943) — лейтенант Рабоче-крестьянской Красной Армии, участник Великой Отечественной войны, Герой Советского Союза (1943).

## Биография
Родился в 1922 году в селе Беловежи 1-е (ныне — Бахмачский район Черниговской области Украины). Окончил восемь классов школы. В 1939 году был призван на службу в Рабоче-крестьянскую Красную Армию. Окончил Таганрогскую военную авиационную школу лётчиков. С декабря 1941 года — на фронтах Великой Отечественной войны.
К февралю 1943 года лейтенант Григорий Кочергин командовал звеном 502-го штурмового авиационного полка 295-й истребительной авиационной дивизии 5-й воздушной армии Закавказского фронта. К тому времени он совершил 186 боевых вылетов на штурмовку и бомбардировку скоплений боевой техники и живой силы противника, нанеся тому большие потери.
Указом Президиума Верховного Совета СССР «О присвоении звания Героя Советского Союза начальствующему составу Красной Армии» от 17 апреля 1943 года за «образцовое выполнение боевых заданий командования на фронте борьбы с немецкими захватчиками и проявленные при этом отвагу и геройство» был удостоен высокого звания Героя Советского Союза с вручением ордена Ленина и медали «Золотая Звезда» за номером 1004.
28 сентября 1943 года трагически погиб при исполнении служебных обязанностей. Похоронен в Центральном саду в Крымске.
Был также награждён орденом Красного Знамени и двумя орденами Красной Звезды.
Память
В его честь названа улица в Крымске.